# كهوف سينيكا (أوهايو)
كهوف سينيكا (بالإنجليزية: Seneca Caverns)‏؛ هي مجموعة من الكهوف التي تقع في مقاطعة سنيكا في الولايات المتحدة. اكتشفت في عام 1872.

## السياحة
تعد «كهوف سينيكا» إحدى مواقع الجذب السياحي في مقاطعة سنيكا في ولاية أوهايو الأمريكية.